# Viktor Poletaev
Viktor Poletaev (Tcheliabinsk, 27 de julho de 1995) é um voleibolista profissional russo, jogador posição atacante, representante Russo. Desde a temporada 2020/2021 é jogador do clube Zenit São Petersburgo.

## Títulos
Clubes
Campeonato Russo:
- 2014, 2015, 2016, 2019[2]
- 2020

Copa Russo:
- 2014, 2015

Liga dos Campeões da Europa:
- 2015, 2016

Campeonato Mundial de Clubes:
- 2015

Supercopa Russo:
- 2015, 2019

Seleção principal
Campeonato Europeu Sub-19:
- 2013

Campeonato Mundial Sub-19:
- 2013

Festival Olímpico Europeu da Juventude:
- 2013

Campeonato Mundial Sub-21:
- 2013

Campeonato Europeu Sub-21:
- 2014

Jogos Europeus:
- 2015

Liga das Nações:
- 2018, 2019

Torneio Hubert Jerzeg Wagner:
- 2018

## Premiações individuais
- 2013: Jogador Mais Valioso (MVP) da Campeonato Europeu Sub-19
- 2013: Melhor oposto da Campeonato Mundial Sub-19
- 2013: Melhor oposto da Festival Olímpico Europeu da Juventude
- 2013: Jogador Mais Valioso (MVP) da Campeonato Mundial Sub-21